# روت

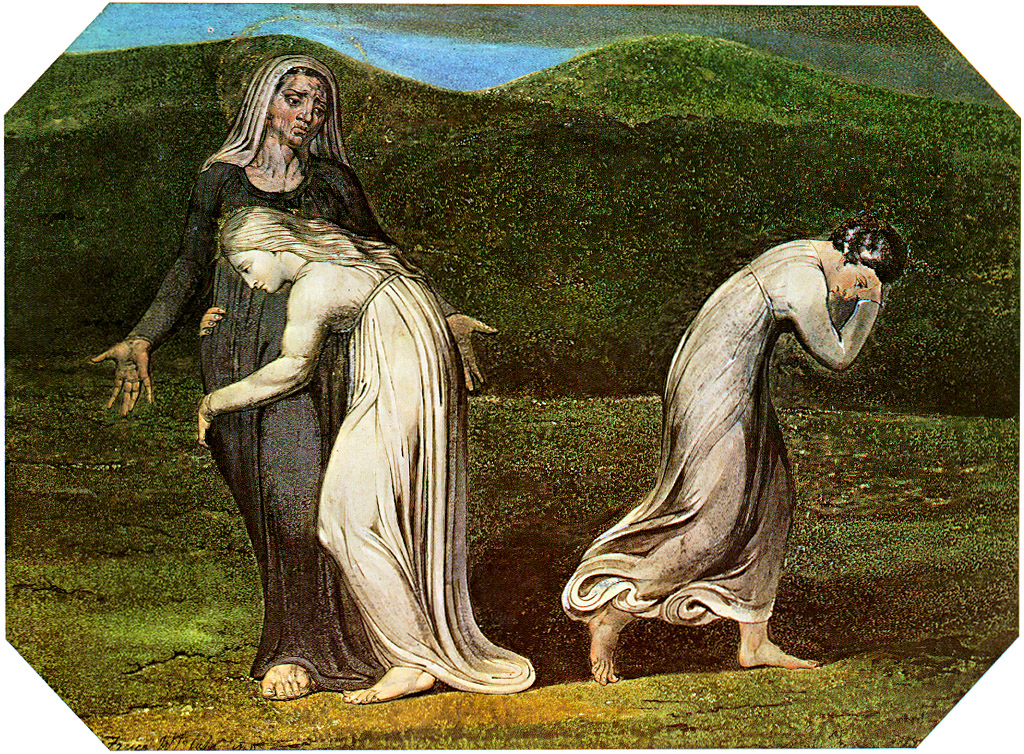
نعومی از روت و عرفه خواست که به سرزمینشان موآب بازگردند. ویلیام بلیک،۱۷۹۵

روت یا راعوت (به عبری: רותי) از زنان مذکور در عهد عتیق و از اهالی موآب بود که نخست به همسری محلون درآمد و پس از مرگ محلون با بوعز ازدواج کرد. او مادر عوبید، پدر یسی و پدربزرگ داوود بود. روت یکی از پنج زنی است که نامشان در نسب‌نامه عیسی آمده است.